# Menocchio
Domenico Scandella, genannt Menocchio (auch: Menoch, Menochi; * 1532; † 1599) war ein Müller aus dem italienischen Dorf Montereale Valcellina im norditalienischen Friaul, das direkt am Übergang von steilem Gebirge zu fruchtbarem Flachland liegt. Menocchio wurde mehrfach durch die Inquisition verhört und schließlich verurteilt. Im Jahre 1599 wurde er schließlich im Alter von 67 Jahren auf dem Scheiterhaufen verbrannt. Dies geschah auf Anweisung des Papstes Clemens VIII. Die erhaltenen, ungewöhnlich umfangreichen Verhörprotokolle sind eine historische Quelle, die einen einzigartigen Einblick in die bäuerliche Religion bzw. den „volkstümlichen Materialismus“ gegen Ende des Mittelalters geben.
Die Studie von Carlo Ginzburg über Menocchio (im Original: Carlo Ginzburg: Il formaggio e i vermi. Il cosmo di un mugnaio del '500, publiziert 1976) zählt innerhalb der Geschichtswissenschaft zur neueren Strömung der Kulturgeschichte.

## Der erste Prozess
Menocchio lebte – mit Ausnahme von zwei Jahren, die er im nahen Arba verbrachte – zeit seines Lebens mit seiner Frau und sieben Kindern im Dorf Montereale, das damals etwa 650 Einwohner zählte. Menocchio konnte lesen, schreiben und rechnen. 1581 war er Podestà von Montereale und umliegenden Dörfern sowie Verwalter der lokalen Pfarrei.
Am 28. September 1583 zeigte der Pfarrer von Montereale (Don Odorico Vorai) Menocchio anonym bei der Inquisition als Häretiker an. Es gab zahlreiche Zeugen, so dass am 4. Februar 1584 der Inquisitor (Franziskaner Felice da Montefalco), die Verhaftung Menocchios anordnete und ihn im Gefängnis von Concordia einkerkerte. Am 7. Februar 1584 wurde Menocchio zum ersten Mal verhört. Am 27. Mai 1584 wurde das Urteil verkündet: lebenslanger Kerker für besonders schwere Häresie, weil er seine religiösen Überzeugungen auch an einfache und nicht-schreibkundige Menschen verbreitet hatte.
Nach fast zwei Jahren Gefängnis überbrachte Menocchios Sohn (Ziannuto Scandella) am 18. Jänner 1586 ein Gnadengesuch: Menocchio wolle künftig wie ein guter Christ leben, seine Gesundheit sei vom Gefängnis angeschlagen und seine Familie benötige seine Arbeitskraft. Die Inquisitoren wollten gnädig sein und ließen ihn frei unter den Auflagen, dass er sich wieder in Montereale ansiedle, den Ort nicht verlasse und lebenslang die Schandkleidung der Häretiker (gelbes Gewand mit zwei großen roten Kreuzen auf Brust und Rücken) trage.

## Der zweite Prozess
Trotz seiner Verurteilung als Häretiker wurde Menocchio 1590 zum Güterverwalter der Pfarrei Santa Maria di Montereale nominiert. 1595 wurde er als Gutachter bei einem Interessenskonflikt zwischen Landeigentümer und Pächter hinzugezogen und pachtete mit einem Sohn (Stefano Scandella) eine weitere Mühle. Menocchio nahm am Leben der dörflichen Gemeinschaft teil. Durch den Tod seines Sohnes Ziannuto verschärften sich jedoch die wirtschaftlichen Bedingungen, so dass er darum bat, sich auch außerhalb seines kleinen Dorfes bewegen zu dürfen. Dieser Dispens wurde ihm Anfang 1597 von der Inquisition gewährt, um Armut von der Familie abzuwenden.
Jedoch hörte Menocchio nicht auf, freimütig über seine religiösen Vorstellungen zu sprechen. Einem Juden vertraute er an, dass er Häretiker sei und wisse, dass ihn die Inquisition früher oder später dafür töten könne. Allerdings sei er alt und allein – mit seinen noch lebenden Kindern schien er sich nicht zu verstehen –, so dass er nicht mal sein Leben z. B. durch eine Flucht nach Genf retten wolle.
Als sich herumsprach, dass Menocchio die Göttlichkeit von Christus und die Moral von Maria anzweifelte, ließ der Generalinquisitor von Friaul, Gerolamo Asteo, ihn im Juni 1599 erst ins Gefängnis von Aviano und dann ins Gefängnis von Portogruaro bringen. Ab 12. Juli 1599 wurde er wieder verhört. Menocchio gab erst zu, im Scherz gegen den katholischen Glauben gesprochen zu haben. Später versuchte er vor der Kommission seine Glaubensvorstellungen zu rechtfertigen: von den vier Natur-Elementen ist das Feuer Gott, während Gott-Vater die Luft, Gott-Sohn die Erde und der heilige Geist das Wasser ist. Am 2. August 1599 wurde er von der friaulischen Inquisition zum Häretiker erklärt. Die römische Inquisition wurde informiert; am 14. August 1599 verurteilte Kardinal Santori Menocchio aufgrund der Prozessakten zum Tode. Die friaulischen Inquisitoren hatten an der Durchführung des Todesurteils jedoch Zweifel, die sie am 5. September 1599 in einem Brief nach Rom formulierten. Santoris Antwort vom 30. Oktober 1599 ließ keine Alternativen offen: das Urteil sei auch der Wille von Papst Clemens VIII. Santori insistierte auch in einem Schreiben vom 13. November 1599 auf dem Todesurteil. Danach gibt über Menocchio nur noch das Schreiben eines Notars vom 26. Januar 1600 Auskunft, in dem von Menocchio als dem Verstorbenen geschrieben wird.